# Juan de Silva y Rivera
Juan de Silva y Rivera (1 de noviembre de 1461 - 5 de agosto de 1538), I marqués de Montemayor, fue un noble español del siglo XVI que desempeñó diversos cargos al servicio del rey Carlos I de España, fue asistente de Sevilla en dos periodos, el último entre 1523 y 1527.

## Biografía

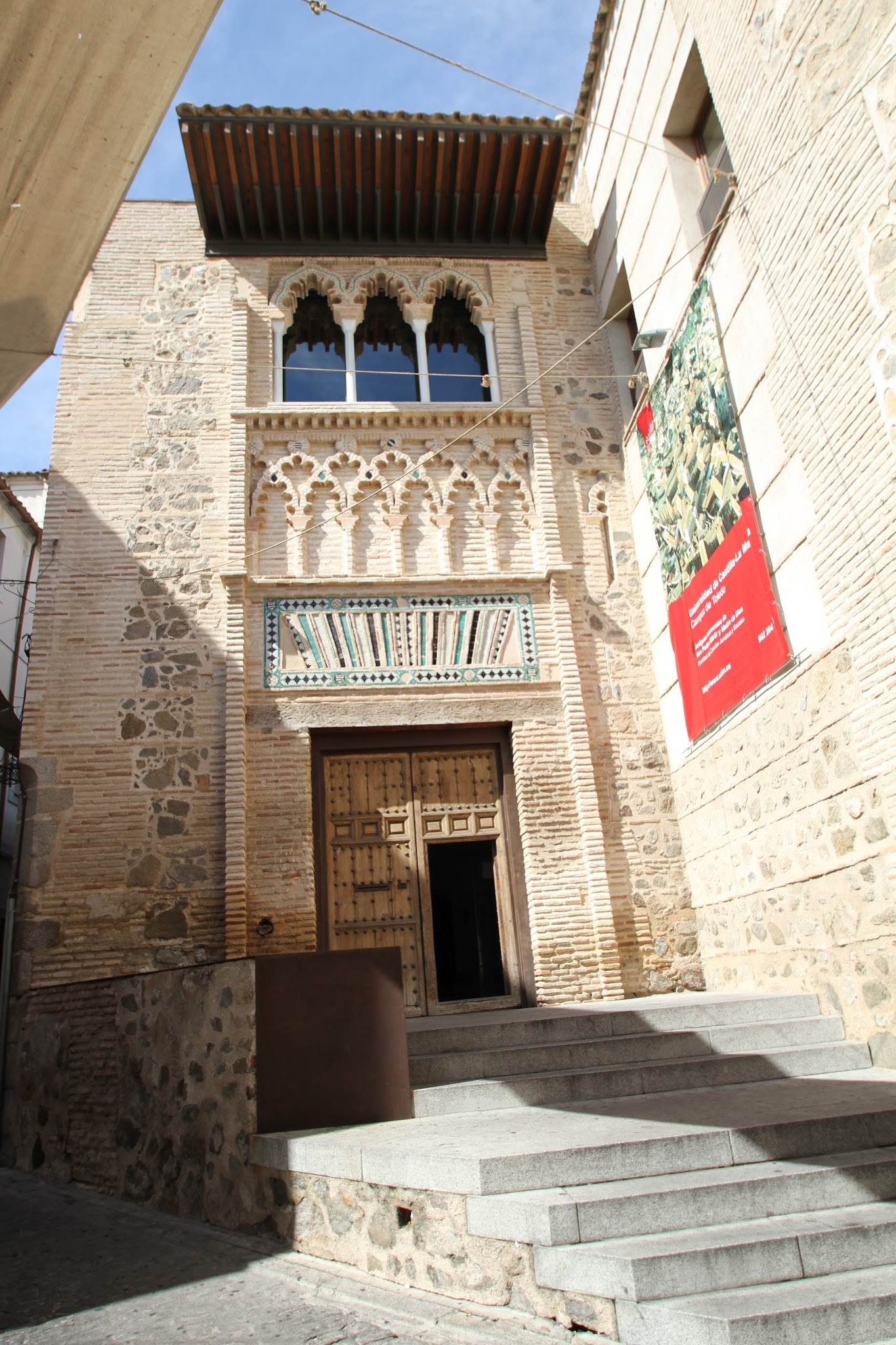
Convento de la Madre de Dios (Toledo)

Fue III señor de Montemayor, título que hace referencia a la localidad de Montemayor del Río en la provincia de Salamanca. En 1538 el rey Carlos I le concedió el título de Marqués de Montemayor como recompensa por los servicios prestados a la Corona durante la Revuelta de las Comunidades. Desempeñó los cargos de notario mayor del reino de Toledo, capitán general de Toledo, Alcalde de la Mesta y asistente de Sevilla en dos periodos.
Fue hijo de Juan de Rivera, II señor de Montemayor. Se casó en el año 1491 con María Manrique de Toledo, con la que tuvo siete hijos varones, entre ellos su homónimo Juan de Silva y Rivera, II marqués de Montemayor (1492-1566). Tras enviudar, contrajo matrimonio en segundas nupcias con Beatriz Mendoza, hija de Álvaro de Mendoza, conde de Castro y Juana de la Cerda; sin embargo la pareja no tuvo descendencia, pues su esposa murió durante su primer parto y poco después lo hizo el hijo recién nacido. Además de los dos matrimonios oficiales tuvo varias amantes e hijos naturales, entre ellos Juana Florín, hija de Juana de Silva, de Villaseca de la Sagra, y Guiomar de Selva, de madre no conocida que profesó como monja en el Convento de la Madre de Dios (Toledo).